# Hibiscus parkinsonii
Hibiscus parkinsonii är en malvaväxtart som beskrevs av C. F. C. Fischer. Hibiscus parkinsonii ingår i Hibiskussläktet som ingår i familjen malvaväxter. Inga underarter finns listade i Catalogue of Life.